# كارل جون بيرغمان
كارل جون بيرغمان (بالسويدية: Carl Johan Bergman)‏ هو متسابق بياثل سويدي، ولد في 14 مارس 1978 في هاغفورس في السويد.

## وصلات خارجية
- الموقع الرسمي
- كارل جون بيرغمان على موقع IBU (الإنجليزية)
- كارل جون بيرغمان على موقع أوليمبيديا (الإنجليزية)
- كارل جون بيرغمان على موقع اللجنة الأولمبية السويدية (السويدية)